# Linia kolejowa Korosteń – Olewsk
Linia kolejowa Korosteń – Olewsk – linia kolejowa na Ukrainie łącząca stację Korosteń ze stacją Olewsk. Zarządzana jest przez dyrekcję korosteńską Kolei Południowo-Zachodniej (oddział ukraińskich kolei państwowych). Fragment trasy Kijów – Korosteń – Sarny – Kowel.
Znajduje się w obwodzie żytomierskim. Linia na całej długości jest jednotorowa i niezelektryfikowana.

## Historia
Linia powstała w czasach carskich. Początkowo leżała w Imperium Rosyjskim, następnie w Związku Sowieckim. Od 1991 znajduje się na Ukrainie.